# Ріко Генрі
Ріко Антоніо Генрі (англ. Rico Antonio Henry, нар. 8 липня 1997, Бірмінгем, Англія) — англійський футболіст ямайського походження, фланговий захисник клубу «Брентфорд».

## Ігрова кар'єра

### Клубна
Ріко Генрі починав займатися футболом у своєму рідному місті Бірмінгем. Проходив оглядини в «Астон Вілла» але так і не був прийнятий до клубної академії. У віці одинадцяти років футболіст приєднався до академії клубу «Волсолл», де грав на позиції центрального та флангового захисника. В грудні 2014 року Генрі дебютував в основі «Волсолла» в турнірі Ліги 1. У вересні 2015 року Генрі був визнаний кращим молодим гравцем ліги.
В серпні 2016 року Генрі перейшов до клубу Чемпоіншип «Брентфорд», з яким підписав п'ятирічний контракт. Та через травму плеча і подальшу реабілітацію дебютував в команді Генрі лише в лютому 2017 року.
За результатами сезону 2020/21 «Брентфорд» вийшов до Прем'єр-ліги і 13 серпня 2021 року Ріко Генрі дебютував в матчах АПЛ.

### Збірна
У 2017 році Ріко Генрі був внесений в зяавку збірної Англії (U-20) для участі в молодіжному чемпіонаті світу 2017 року в Кореї. Але через травму не зміг зіграти на турінірі.

## Титули
Англія (U-20)
- Переможець Турніру чотирьох націй: 2017[11]